# بلدة دروموند (ميشيغان)
دروموند (بالإنجليزية: Drummond Township, Michigan)‏ هي بلدة تقع بولاية ميشيغان في الولايات المتحدة. تبلغ مساحتها 644.9 (كم²)، وترتفع عن سطح البحر 203 م، بلغ عدد سكانها 992 نسمة في عام تعداد الولايات المتحدة 2000 حسب إحصاء مكتب تعداد الولايات المتحدة وتصل الكثافة السكانية فيها 3 نسمة/كم2.

## وصلات خارجية
- www.drummondislandchamber.com نسخة محفوظة 3 يونيو 2023 على موقع واي باك مشين.
- The US50 - Cities and Towns in Michigan State
- Michigan Cities and Towns, Facts, Map, Flag, Colleges, Government, and More